# Kalven (Högsby socken, Småland)
Kalven är en sjö i Högsby kommun och Nybro kommun i Småland och ingår i Alsteråns huvudavrinningsområde. Sjön har en area på 0,322 kvadratkilometer och ligger 84 meter över havet. Kalven ligger i Allgunnen Natura 2000-område. Sjön avvattnas av vattendraget Alsterån.

## Delavrinningsområde
Kalven ingår i det delavrinningsområde (631748-151385) som SMHI kallar för Utloppet av Allgunnen. Medelhöjden är 93 meter över havet och ytan är 53,52 kvadratkilometer. Räknas de 43 avrinningsområdena uppströms in blir den ackumulerade arean 1 115,12 kvadratkilometer. Avrinningsområdets utflöde Alsterån mynnar i havet. Avrinningsområdet består mestadels av skog (69 procent). Avrinningsområdet har 14,25 kvadratkilometer vattenytor vilket ger det en sjöprocent på 26,6 procent.